# 梅里韦瑟·刘易斯
梅里韦瑟·刘易斯（英語：Meriwether Lewis，1774年8月18日—1809年10月11日）是一名美国探险家、军人和公共管理者，最为人知的是他作为远征军团的领导，探索路易斯安那购地后的疆土。

## 生平
刘易斯出生于弗吉尼亚殖民地阿尔伯马尔县的夏洛茨维尔附近，父亲威廉，母亲卢西。十岁时他的家庭搬到佐治亚州。在十三岁时，他被送回到弗吉尼亚由私人教师教育。
他参加了弗吉尼亚民兵，1794年作为独立小分队介入威士忌酒反抗（Whiskey Rebellion）。1795年他参加了正规军，在那一直服役到1801年，他达到了上尉等级。
1801年他被任命为托马斯·杰斐逊总统的私人秘书，作为杰斐逊的秘友他介入了远征的计划。杰斐逊并派遣了克拉克到费城学习在绘图和其它必要的技能。
在刘易斯与克拉克远征返回以后，刘易斯接受了1500英亩（6 km.）土地的奖励。1807年，杰斐逊任命他为路易斯安那领地的总督，他定居在圣路易斯。
他是共济会（Freemasonry）的成员。在1808年8月2日，刘易斯和数位他的相识向宾夕法尼亚的总部递交了他们请求特许建立一个在圣路易斯的分部（Lodge）的请愿。刘易斯被提名和被推荐担当提出的分部的第一位大师，在1803年9月16日Lodge No. 111被批准。
他在一个叫Grinder's Stand的小酒馆死于枪伤，小酒馆位于田纳西州纳什维尔大约70英哩（110公里），刘易斯当时正赶往华盛顿，准备为政敌指控他在领土问题上的处理失当进行辩解，在他路边所投宿的旅馆中，他被击中头和胸口。店主约翰·格里纳夫妇在当夜听到了刘易斯所居住的房间里曾传出模模糊糊的谈话声，并在黎明时分听到了一声枪响。但据报导，他死亡不久之前试图跳入密西西比河，但被救起。他的死亡是否自杀或谋杀未被确定。一个流传很广的推测是，很可能这位州长的政敌害怕他控告他们的贪污和诬陷，因此乘他去华盛顿之际秘密将他在路上谋杀，以便掠取他的账本，消灭罪证。
探险家被埋葬在不是离他死了很远的地方。今日的纳切斯小道公路是纪念他的一个地方。

## 遗产
许多年来，刘易斯的遗产由他的自杀而不精确地估计受到忽视，甚而失去了光泽。他对科学的贡献，美国的扩展，了不起的世界探险家的学识，是不可计算的。
在刘易斯的死亡几年以后，托马斯·杰斐逊写道：
|  | 勇敢無畏，擁有堅定不移的目標，只有不可能的事情才能改變它的方向，...誠實，無私，自由，有充分的理解力和對真理的忠誠，以至於他所報告的一切都與他所報導的一樣確定 如果從我們自己的角度來看，所有這些資格都好像是出於這個明確的目的而被自然選擇並植入一個身體中，我會毫不猶豫地把這個事業交給他。 |

高山植物离子苋（Lewisia，马齿苋科种类），假山花园中的流行植物，以刘易斯命名，还有如田纳西州的刘易斯县、爱达荷州的路易斯顿和美国军事设施华盛顿州刘易斯堡。1941年一艘美国自由轮被命名为梅里韋瑟·路易斯号（SS Meriwether Lewis）并下水。她在1943年被德国U-634號潛艇的鱼雷击沉。

## 外在链接
- Meriwether Lewis的作品  - 古騰堡計劃
- Meriwether Lewis' Gravesite （页面存档备份，存于）